# Sympathy
Sympathy ist eine kanadische Technical-Death-Metal- und Thrash-Metal-Band aus Caronport, die im Jahr 1991 gegründet wurde.

## Geschichte
Die Band wurde im Jahr 1991 gegründet. Nachdem alle weiteren Mitglieder die Band verlassen hatte, entschloss sich das Gründungsmitglied Derek „Dharok“ James dazu, die Band als Soloprojekt fortzuführen. In der Folgezeit erschienen mit Arrogance and Ignorance (1993), Age of Darkness (1995) und Realms of Chaos (1996) mehrere Demos. 2001 unterzeichnete die Band einen Vertrag bei dem niederländischen Label Fear Dark. Nachdem Lieder in den Port Trax Studios aufgenommen worden waren, erschien 2002 das Debütalbum Invocation. Auf dem zweiten Album Arcane Path, das im Februar 2004 erschien, sind Tim Roth und Rob Doherty von Into Eternity The brainchild of Dharok, Sympathy is influenced by such Death Metal acts as early Morbid Angel, Cannibal Corpse and Suffocation, and such Black Metal acts as The Legion and Dark Funeral. Sympathy is often compared to artists as diverse as Dimmu Borgir and Immolation because Sympathy’s sound combines the aggression of Thrash Metal, the brutality of Death Metal, and the abrasiveness of Black Metal.
als Gastmusiker zu hören. Im selben Jahr verlegte die Band ihren Sitz nach Toronto. Bei dem Label Momentum Scandinavia erschien im August 2005 die EP Abyssal Throne, die eine Auflage von 850 Stück hatte. Auf der Veröffentlichung des norwegischen Labels sind erneut Mitglieder von Into Eternity zu hören sowie Matt Knowles von Royal Anguish als Gastsänger. Während der zweiten Hälfte des Jahres 2005 kam Jim Austin als Session-Schlagzeuger zur Besetzung, welcher auch bei Into Eternity tätig war. Zudem kam als Gitarrist Jeff Lewis hinzu, welcher bereits bei Mortification tätig war. 2008 folgte das dritte Album Anagogic Tyranny.

## Stil
Laut der Myspace-Seite der Band wurde die Band sowohl durch Death-Metal-Bands wie Morbid Angel, Cannibal Corpse und Suffocation als auch durch Black-Metal-Bands wie The Legion und Dark Funeral beeinflusst. Sympathy werde oft mit Dimmu Borgir und Immolation verglichen. Laut Benjamin Feiner von musikreviews.de in seiner Rezension zu Anagogic Tyranny spielte die Band anfangs noch Thrash Metal, ehe sie sich immer weiter Richtung Technical Death Metal bewegt habe. Das Album sei, sogar für Technical-Death-Metal-Verhältnisse, recht brutal. Der Einsatz von Doublebass sei charakteristisch, während die E-Gitarren mit „vertrackten Spalterriffs“ und „verdrehten Soli“ aufwarten würden. Der Gesang sei aggressiv und guttural. Lieder wie Potter’s Field seien sehr langsam und würden schon Richtung Doom Metal gehen. In den Liedern höre man Einflüsse von Morbid Angel, Dimmu Borgir, Death und Spawn of Possession heraus. Die Texten würden meist von philosophischen oder christlichen Themen handeln. Laut Reinhold „reini“ Reither von stormbringer.at spielt die Band auf Anagogic Tyranny eine technisch anspruchsvolle Mischung aus Death- und Thrash-Metal. Die Lieder seien brutal und schnell und würden auch Black-Metal-Einflüsse aufweisen. Das Schlagzeug sei in den Liedern sehr dominant, wodurch der Gesang in den Hintergrund gerate.

## Diskografie
- 1991: Demo (Demo, Eigenveröffentlichung)
- 1993: Arrogance and Ignorance (Demo, Eigenveröffentlichung)
- 1995: Age of Darkness (Demo, Eigenveröffentlichung)
- 1996: Realms of Chaos (Demo, Eigenveröffentlichung)
- 2002: Invocation (Album, Fear Dark)
- 2004: Arcane Path (Album, Fear Dark)
- 2005: Abyssal Throne (EP, Momentum Scandinavia)
- 2008: Anagogic Tyranny (Album, Bombworks Records)